# San Gregorio, Amatenango del Valle
San Gregorio är en ort i Mexiko.   Den ligger i kommunen Amatenango del Valle och delstaten Chiapas, i den sydöstra delen av landet, 800 km öster om huvudstaden Mexico City. San Gregorio ligger 2 287 meter över havet och antalet invånare är 185.
Terrängen runt San Gregorio är kuperad. Runt San Gregorio är det ganska tätbefolkat, med 67 invånare per kvadratkilometer. Närmaste större samhälle är Amatenango del Valle, 8,3 km väster om San Gregorio. I omgivningarna runt San Gregorio växer huvudsakligen savannskog.